# Coelioxys aureociliata
Coelioxys aureociliata är en biart som beskrevs av Pasteels 1968. Coelioxys aureociliata ingår i släktet kägelbin, och familjen buksamlarbin. Inga underarter finns listade i Catalogue of Life.